# Campeonato Nacional de Rodeo de 1975
El Campeonato Nacional de Rodeo de 1975 fue la versión número 27 de la máxima cita del rodeo chileno, deporte nacional de Chile desde 1962. Este campeonato se realizó por séptima vez en Rancagua y a partir de ese momento se comenzaron a realizar todos los campeonatos solamente en dicha ciudad ya que la Medialuna de Rancagua ya era en ese entonces la de mejor infraestructura y la que tenía mayor capacidad de todo Chile.
Los campeones fueron nuevamente los curicanos Pablo Quera y Raúl Cáceres (anteriormente habían sido campeones de Chile en 1970). Esta collera, conocidos como "los Hombres Quietos", montaron a "Taquilla" y "Malagueña" y realizaron un total de 22 puntos.
El vicecampeonato fue para Luis Domínguez y Francisco Navarro en "Jornalera" y "Pícara", mientras que los terceros campeones resultaron Tito Gaedicke y Santiago Angulo en "Maní" y "Fantoche".
Antes de comenzar la serie campeones se disputó la final del movimiento de la rienda. Por segunda vez consecutiva se tituló campeón de la tradicional prueba de destreza Alfredo Muñoz en "Taponazo". Por su parte el premio del "sello de raza" fue para la yegua "Discreta", de propiedad de don Rodolfo Bustos R.

## Resultados

### Serie de campeones
| Cuarto Animal 1975 | Cuarto Animal 1975                   | Cuarto Animal 1975          | Cuarto Animal 1975 | Cuarto Animal 1975 |
| ------------------ | ------------------------------------ | --------------------------- | ------------------ | ------------------ |
| Lugar              | Jinetes                              | Caballos                    | Asociación         | Puntaje            |
| 1.º                | Pablo Quera y Raúl Cáceres           | "Taquilla" y "Malagueña"    | Curicó             | 22                 |
| 2.º                | Luis Domínguez y Francisco Navarro   | "Jornalera" y "Pícara"      | Osorno             | 19                 |
| 3.º                | Tito Gaedicke y Santiago Angulo      | "Maní" y "Fantoche"         | Puerto Octay       | 17                 |
| 4.º                | Samuel Parot y Eduardo Tamayo        | "Desiderio" y "Guariqueque" | Osorno             | 15                 |
| 5.º                | Ramón Cardemil y Manuel Fuentes      | "Rival" y "Nutria"          | Curicó             | 15                 |
| 6.º                | Sergio Bustamante y Jesús Bustamante | "Forastero" y "Carretera"   | Graneros           | 14                 |
| 7.º                | Ricardo Martínez y Ramón Martínez    | "Favorito" y "Aguinada"     | Malleco            | 10                 |

## Cuadro de honor temporada 1974-1975

### Jinetes
- 1.º Raúl Cáceres[9]
- 2.º Pablo Quera
- 3.º Tito Gaedicke

### Caballos
- 1.º Fantoche
- 2.º Favorito
- 3.º Desiderio

### Yeguas
- 1.º Taquilla
- 2.º Pícara
- 3.º Malagueña
- 3.º Nutria
- 3.º Endemoniá

### Potros
- 1.º El Huila
- 2.º Rival
- 3.º Cachupín
- 3.º Estribillo
- 3.º Terciopelo